# The Rambling Wheels
The Rambling Wheels est un groupe de rock suisse, originaire de Neuchâtel.

## Biographie
Le groupe est formé à Neuchâtel, en Suisse romande. Un premier album, éponyme, sort en 2005. Il est suivi par leur deuxième opus, Furry Tales, en 2007. En 2008, le groupe participe au concours MyCokeMusic Soundcheck qu'il remporte et lui permet d'ouvrir les portes dans le domaine de l'industrie musicale.
Le groupe trouve véritablement le succès avec la sortie de son troisième album studio, The 300'000 Cats of Bubastis en 2011. Dès lors, ils jouent à nombre de festivals helvétiques, du Gurten au Paléo au Greeenfield.
En 2013, le groupe fait son retour sur le devant de la scène annonçant sortir un nouvel album au début de l’année prochaine. Pour l'enregistrement de l'album, certains membres du groupe se rendront à Los Angeles en automne 2013 pour le mixage audio. L'album s'intitule The Thirteen Women of Ill Repute et sort en 2014. Un clip du morceau Marylou, extrait de l'album, est publié. Dans son ensemble, l'album est bien accueilli par la presse spécialisée,.
En 2017, le groupe organise Interstellar Riot, premier « galactic pop opera » de l'histoire de la musique, mise en scène par Robert Sandoz au Théâtre du Passage, à Neuchâtel. Un membre du groupe explique à ce sujet : « Souvent, les groupes de rock qui vont au théâtre montent des opéras rock. Nous, on raconte une histoire, on n'incarne pas vraiment des personnages, on n'est pas comédiens. On raconte une histoire avec un outil qui est le studio radio. C’est ce qu'avait fait Orson Welles à l'époque. »

## Membres
- Raphaël Weber (Dr Wheels) - chant, guitare électrique
- Bastien Bron (Fuzzy O'Bron) - batterie
- Frédéric Jeanrenaud (Mr.Jonfox) - guitare basse
- Cédric Liardet (Mister i) - claviers